# أندريه كوريا
أندريه كوريا (9 فبراير 1979 في البرتغال - ) هو لاعب كرة قدم برتغالي في مركز الدفاع. شارك مع منتخب البرتغال تحت 20 سنة لكرة القدم ومنتخب البرتغال تحت 21 سنة لكرة القدم. أما مع النوادي، فقد لعب مع ألفيركا ونادي جنوب الصين ونادي غوندومار ونادي مايا ‏ ونادي بينفايل ‏ ونادي إيسبينهو وA.D. Pontassolense ‏ وF.C. Infesta ‏ وAliados Lordelo F.C. ‏ وC.D. Portosantense ‏ وFC Porto B ‏ ونادي تشافيس.

## وصلات خارجية
- أندريه كوريا على موقع الاتحاد الدولي (مؤرشف)  (الإنجليزية)
- أندريه كوريا على موقع قاعدة بيانات كرة القدم.إي يو (الإنجليزية)
- أندريه كوريا على موقع عالم كرة القدم.نت (الإنجليزية)